# سالم عبيد
سالم عبيد سيف المقبالي (مواليد 11 مارس 1983، لاعب كرة قدم إماراتي يجيد اللعب في الدفاع.
لعب سابقاً لأندية العروبة والفجيرة و عجمان ورأس الخيمة و نادي دبا الحصن .